# Thèses situationnistes sur la Commune de Paris
 (novembre 2023).
Il y a eu plusieurs thèses situationnistes sur la Commune de Paris.

## Caractéristiques
L'interprétation de l'Internationale situationniste de la Commune de Paris est influencée par Henri Lefebvre avec qui elle est en contact depuis la fin des années 1950. Les écrits de Lefebvre sur le romantisme révolutionnaire et la vie quotidienne influencent au début de l'Internationale situationniste. Au début des années 1960, Guy Debord, Attila Kotányi et Raoul Vaneigem aident Lefebvre à enquêter pour un livre sur la Commune (qu'il publie finalement en 1965 sous le titre La Proclamation de la Commune). Les résultats de leurs réunions sont consignés en 1962 par l'Internationale situationniste dans leurs «Thèses sur la Commune de Paris». Après que Lefebvre eut publié ses notes respectives sur leur participation, dans un article de 1962 intitulé « La Signification de la Commune », les deux parties se disputèrent car l'Internationale situationniste montre un désaccord avec la revue de la publication. Au cours de la décennie suivante, l'organisation et Lefebvre publient au sujet de leur désaccord.
Debord, Kotányi et Vaneigem donnent aux thèses la date symbolique du 18 mars; anniversaire du début de la Commune. Les thèses demeurent inédites dans leur journal officiel jusqu'à son numéro final en 1969. L'interprétation de la Commune par l'organisation est éclairée par son marxisme libertaire. L'influence d'Henri Lefebvre sur les thèses est notable dans la préoccupation des thèses pour la vie quotidienne, l'espace social et la Commune en tant que festival révolutionnaire,. L'interprétation de la Commune par l'Internationale situationniste est aussi influencée par ses programmes militants à la fin des années 50 et au début des années 60. Par exemple, dans la septième thèse, les auteurs approuvent la violence des communards contre les monuments, dans la mesure où ils représentent le pouvoir capitaliste, et affirment que la Commune « représente la seule mise en œuvre d'un urbanisme révolutionnaire à ce jour ». Dans son programme d'urbanisme unitaire et d'autres écrits, l'Internationale situationniste préconise des attaques semblables contre les signes du capitalisme.